# Vincent Flibustier
Vincent Flibustier est un animateur radio, influenceur, journaliste, conférencier et formateur, belge né en 1990. Il est le créateur du site satirique Nordpresse,.